# Мусин, Дмитрий Петрович
Дми́трий Петро́вич Му́син (19 ноября 1920 — 23 сентября 2002) — советский дипломат. Чрезвычайный и полномочный посол.

## Биография
Член ВКП(б). Окончил Московский авиационный институт (1945).
- В 1947—1948 годах — сотрудник центрального аппарата МИД СССР.
- В 1948—1951 годах — сотрудник посольства СССР в Канаде.
- В 1951—1955 годах — сотрудник центрального аппарата МИД СССР.
- В 1955—1959 годах — сотрудник посольства СССР в Канаде.
- В 1959—1965 годах — на ответственной работе в центральном аппарате МИД СССР.
- В 1965—1968 годах — советник посольства СССР в Великобритании.
- В 1968—1972 годах — на ответственной работе в центральном аппарате МИД СССР.
- С 14 июля 1972 по 14 января 1975 года — чрезвычайный и полномочный посол СССР в Австралии[1].
- С 15 мая 1974 по 12 мая 1975 года — чрезвычайный и полномочный посол СССР на Фиджи по совместительству[2].
- В 1975—1978 годах — на ответственной работе в центральном аппарате МИД СССР.
- С 23 марта 1978 по 25 марта 1987 года — чрезвычайный и полномочный посол СССР на Ямайке[3].
- С 28 апреля 1980 по 17 сентября 1982 года — чрезвычайный и полномочный посол СССР на Гренаде по совместительству[4].

Похоронен на Троекуровском кладбище (участок 5).